# La Madone des Harpies

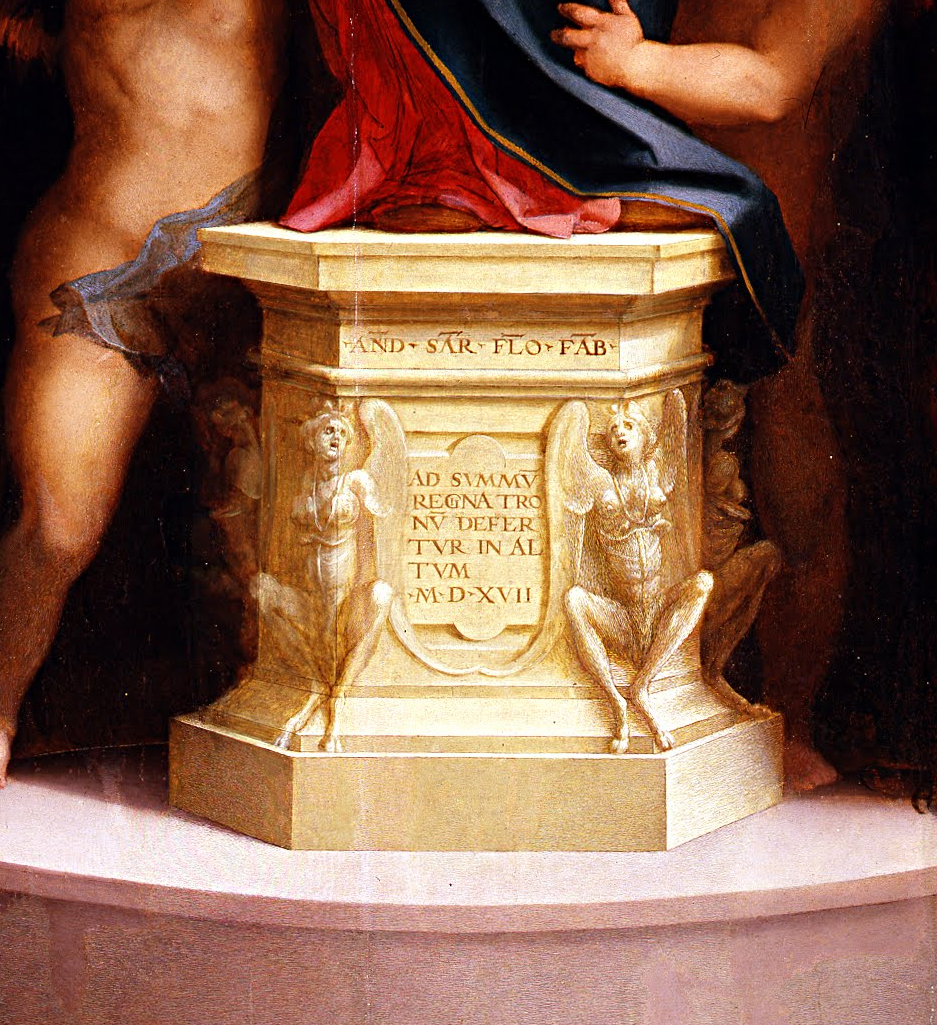
Piédestal, inscription et locustes.

La Madone des Harpies (Madonna delle Arpie) ou La Vierge des Harpies est une peinture religieuse d'Andrea del Sarto exécutée en 1517, exposée au musée de la galerie des Offices à Florence, en Toscane (Italie).

## Historique
Ce tableau est une huile sur bois, un retable commandé en 1515 par les religieuses du couvent San Francesco de Macci à Florence, qui doit comporter la Madone entourée de deux anges, accompagnée de saint François et saint Bonaventure.
En réalité, l’œuvre comporte saint François  et saint Jean l'Évangéliste, et est livrée en 1517, comme l'atteste l'inscription sur le tableau.
Ce tableau est considéré comme le chef-d'œuvre du peintre.
Il est ensuite acquis par le Grand-prince Ferdinand III de Médicis pour ses collections personnelles, qui offre aux sœurs du couvent une copie faite par Francesco Petrucci, mais également l'embellissement, et la restauration de toute la décoration de leur église par Foggini.
Cette œuvre est aujourd'hui conservée et exposée au Musée des Offices de Florence.

## Composition
La Vierge à l'Enfant, qui tient un livre, prend place sur un piédestal octogonal décoré de sculptures et d'inscriptions.
Le tableau doit son nom aux créatures fantastiques qui décorent le socle sur lequel est placée la Vierge.
La Vierge qui tient l'Enfant Jésus dans ses bras (Madone) surplombe les autres personnages du tableau qui l'entourent :
- à sa droite, saint François tenant un crucifix et à sa gauche, saint Jean l'Évangéliste, tenant un livre ouvert ;
- à ses pieds, deux anges tiennent les plis de sa robe rouge et de sa cape bleue.

Des signatures figurent sur le piédestal :
- en haut « AÑD.SÃR.FLÕ.FÃB » ;
- au-dessous, « AD SUMMU[M] / REG[I]NA TRO / NU[M] DEFER / TUR IN AL / TUM / MDXVII ».

## Analyse
Les poses des deux saints sur les côtés évoquent deux parenthèses inversées, l'un dans la sobriété de la robe de bure, l'autre dans un manteau rouge, symbolisant l'ambiguïté du classicisme florentin entre dévotion et maniérisme naissant.
Le piédestal comporte des figures sculptées, des locustes (corps d'insecte au buste de  femmes avec des ailes  comme la locuste, une sauterelle), et non des harpies (aigles à tête de femme) comme l'écrivait Vasari.
Ces locustes, des criquets migrateurs, sont-elles une référence à une des plaies d'Égypte ? Ou à des divinités païennes de la mythologie antique que la religion chrétienne incarnée par la Vierge en gloire qui surmonterait et dominerait ces figures monstrueuses, diaboliques ? Ou sont-ce les sauterelles mentionnées dans le Livre des Révélations de Jean ?

## Postérité
Le tableau fait partie du musée imaginaire de l'historien français Paul Veyne, qui le décrit dans son ouvrage justement intitulé Mon musée imaginaire.

## Sources
- (en) Cet article est partiellement ou en totalité issu de l’article de Wikipédia en anglais intitulé « Madonna of the Harpies » (voir la liste des auteurs).
- Copies :
  - par Armand Berton (1854 - 1927) au musée du Louvre
  - à la collégiale Saint-Paul de Hyères